# Nesolestes albicauda
Nesolestes albicauda – gatunek ważki z rodziny Argiolestidae.
Owad ten jest endemitem Madagaskaru.